# Homosexuality and Citizenship in Florida
 (février 2024).
Si vous disposez d'ouvrages ou d'articles de référence ou si vous connaissez des sites web de qualité traitant du thème abordé ici, merci de compléter l'article en donnant les références utiles à sa vérifiabilité et en les liant à la section « Notes et références ».
Homosexuality and Citizenship in Florida (en français : Homosexualité et citoyenneté en Floride), également connu sous le nom de Purple Pamphlet (Pamphlet violet), est une brochure homophobe éditée en janvier 1964 par le Florida Legislative Investigation Committee (en), alors présidé par le sénateur Charley E. Johns (1905-1990). 
Publié dans le cadre de la lutte, menée entre 1961 et 1965, contre les homosexuels de Floride, le document cherche à démontrer la dangerosité et la perversité des homosexuels, assimilés à des pédophiles. Il vise ainsi à alerter l'opinion publique et à pousser les autorités floridiennes à intensifier la législation anti-homosexuels. Cette initiative est cependant un échec car le document contient plusieurs photographies à caractère ouvertement pornographique et il est finalement jugé obscène par les autorités. Conséquence de la polémique provoquée par la publication d’Homosexuality and Citizenship in Florida, le Florida Legislative Investigation Committee est dissout en 1965, après que la Législature de Floride a décidé de ne pas renouveler son financement.